# احمدآباد (خواف)
احمدآباد، روستایی  از توابع بخش سلامی و در شهرستان خواف استان خراسان رضوی ایران است.

## جمعیت
این روستا در دهستان سلامی قرار داشته و بر اساس سرشماری سال ۱۳۸۵ جمعیت آن (۲۷۹خانوار) ۱٬۳۴۷نفر
بوده است.